# 猿渡瞳
猿渡 瞳（さるわたり ひとみ、1991年〈平成3年〉1月19日 - 2004年〈平成16年〉9月16日）は、日本の女子中学生。埼玉県出身、福岡県大牟田市在住。小学6年生時の11歳で右大腿骨骨肉腫に罹患し、闘病生活を続けていたが、13歳で死去する2ヶ月前に市の弁論大会で発表した作文『命を見つめて』が、死後に第54回「社会を明るくする運動」作文コンテストの優秀賞を受賞し、広く反響を呼んだ。
『命を見つめて』は2005年（平成17年）、大阪書籍の道徳副読本に採用されたほか、『瞳スーパーデラックス』（西日本新聞社）として書籍にまとめられ、2006年（平成18年）には福岡放送でドラマ化された。また2005年（平成17年）には暮林せなにより、『命を見つめて 骨肉腫の少女が母とともに生ききった1年9カ月の軌跡』（竹書房）として、瞳の闘病生活を描いた漫画も刊行された。

## 生涯

### 生い立ち
1991年（平成3年）1月19日、埼玉県に生まれる。出生時、黒い瞳が大きく輝いて見えたことから、その場で母の直美により「瞳」と名付けられた。3年後に弟（長男）の誠、その4年後には妹（次女）の美薫（みゆき）が生まれている。妹を待望していた瞳は美薫を非常に可愛がり、おむつ交換やミルクをあげることも行っていた。
1997年（平成9年）、福岡県大牟田市に転居し、大牟田市立銀水小学校に入学。母の直美によれば、瞳が8歳のとき、直美は夫と離婚し、瞳ら3人の子供は母と共に実家に移った。母子家庭の生活が始まると、瞳は自ら「小さなお母さん役」を務め、学校から帰ると幼いきょうだいらの相手をし、喧嘩が始まると仲裁に入るなどしていた。母が帰宅で遅くなると、祖母からもらったコロッケにキャベツを刻んで添え、夕食の支度から食器洗いなどの後片付けまで完璧に済ませていたという。

### 発病
2002年（平成14年）12月5日、下校してのち、翌朝に控えたマラソン大会の話をしながらふざけ合っていたとき、足を滑らせた直美が瞳の右膝の上に尻餅をついた。その際、瞳が異常なほどの痛みを訴えたため、直美は骨折か捻挫かもしれないと考え、ただちに病院でレントゲン検査を受けさせた。その結果、右足に大きな腫瘍ができていることが発覚し、10日に熊本大学医学部附属病院（現・熊本大学病院）で診察を受け、検査入院となった。
翌11日、直美は医師から、瞳の腫瘍が悪性の右大腿骨骨肉腫であること、既に肺にも2センチほどの転移が見られ、このままでは余命半年であり、右脚を付け根から切断しなくてはならない可能性があることを告げられている。衝撃を受けた直美はセカンドオピニオン先を探し、東京の国立がんセンター（現・国立がん研究センター）を紹介されて、25日に上京した。しかし同院でも同じ診断を受けたため、直美は熟考の上、瞳に病名を告知することを決断した。
12月27日、外泊許可を得て17日ぶりに帰宅した瞳に、直美は瞳が骨肉腫という癌で、医者からは半年の命と言われていることを告げた。瞳はしばらく一人にさせてほしいと言ったが、やがて直美の元へ戻ってくると、「ママ！　あたしいっぱい泣いて、そしてね、思ったの。ママがガンじゃなくて、あたしがガンで本当に良かった。ママがガンだったら、あたしのほうが辛くて一週間も生きていけなかった」「あたしだったらガンなんかに負けないもん」と言った。直美はその言葉に驚き、同時に強く感激した旨を記している。

### 闘病生活へ
2003年（平成15年）1月5日、抗癌剤治療のため再度入院。2月には、3月26日に右脚の切断手術を行いたい旨を医師から告げられたが、直美も瞳も決心がつかなかった。この間の3月18日には、前日の筋肉注射で白血球の値が予想以上に増加したため、諦めざるを得ないと考えていた卒業式へも出席することができた、という出来事もあった。
手術当日の3月26日、直美は同意書にサインを求められたがまだ結論が出せず、瞳に「ママにはどうしても手術の方法を選ぶことができない。あなたがこれからいちばん頑張れると思う方法を選んで」と告げた。その結果、瞳が「あたし、この右足は命と同じくらい大切なの。この右足が、生きる希望なの」として手術を希望しなかったことから、手術をしないことに決めた旨を医師に伝えている。この際、医師からは「手術をしないなんて、本気ですか？」「十二歳の子どもの言うことを、そのまま聞き入れるというんですか」として、手術をしなければ瞳の命は絶対に助からず、小さくなった癌も元の大きさに戻ってしまうことを告げられているが、直美は「母親としてあの子の病気と闘う気持ちを大切にしたいんです。娘の生きる希望を奪うことはできません」と譲らなかったため、結局手術は中止となっている。
4月5日、熊本大学医学部附属病院を退院。7日には、大牟田市立田隈中学校に入学した。その後も2週間おきに熊本大学医学部附属病院で定期検査を受けていたが、癌は徐々に拡大し、5月16日の3回目の検査では、元の大きさに戻ってしまった旨を医師から告げられている。5月27日には右脚が痛み出して歩けないほどになったため、翌28日に福岡市の国立病院九州がんセンター（現・国立病院機構九州がんセンター）を受診して入院を決め、翌29日に入院した。
九州がんセンターでは、7月31日に右脚の大腿骨置換手術を受けたが、12月中旬には、これ以上の治療に心臓が耐えられないとして、退院してしたいことをさせてあげて下さい、と医師から勧められ、12月27日に退院した。翌2004年（平成16年）3月5日には、再び肺に癌の転移が見つかり、27日に片方の肺を切除する内視鏡手術を受けている。
絵が得意だった瞳は、入院生活中も毎日、自身の体の中で白血球と癌細胞が戦う絵を描き続けた。そうした中で、肺に転移した腫瘍が一時的に消え、右脚の骨肉腫も縮小するという出来事もあった。両腕から抗癌剤が入っているため、1枚を描くのにも1-2日が掛かったが、綺麗に描き上げると裏面に「絶対負けないで、いっしょに退院しようね。瞳」と書いて、入院患者たちにプレゼントして回った。瞳の絵は評判がよく、順番待ちができるほどだったという。
あるときに「これ絶対つくる！」と言って描き上げたのが、「究極の液体」である「瞳スーパーデラックス」だった。世界中のどんな人のどんな病気もすぐに完治させるような史上最強の治療薬で、世の中にそんな薬がないのなら、自分の体の中で作る、という思いを込めて描いた作品だった。
一方で入院中、瞳は15人の身近な入院患者の死を知っている。そのたびに号泣し、ニュースで殺人事件やいじめ問題、自殺などのニュースを見ては、「命を何だと思っているの！」と激怒することもあった。

### 弁論大会
2004年（平成16年）初頭の3学期からは、退院に伴い復学。直美が通学のことを考え、住居を中学校から程近いアパートに移したため、松葉杖で自ら登校していた。田隈中学校側でも、1年生の教室は本来4階であったところ、瞳のクラスだけを1階へ移したり、洋式トイレを設置したりと、瞳の通学に配慮している。4月からは2年生になり、美術の授業では体育祭のクラスの旗に作品が選出されるなど、充実した日々を過ごした。
5月中旬、現代国語の授業で「伝えたいこと」を主題として作文を書くことになり、瞳は数日をかけて『命を見つめて』の題で作文を書き上げた。この作文がクラスの代表に選ばれ、校内の選考会でも選出された結果、7月に開催される市の弁論大会に出場することとなった。瞳は喜んだ反面、思い半ばで亡くなった人々の代弁という意味合いでもあった作文を、5分以内にまとめなければならないという責任に悩んだという。毎日、下校してから夜中まで原稿を書き続け、期末テストの勉強と並行して深夜まで作業を続けたため、身体の負担を心配した直美に注意されたこともあった。
7月2日、大牟田文化会館で開催された「青少年健全育成弁論大会」に出場。当日の朝まで原稿の手直しを続けていたため、暗記などできていないはずだと直美は心配していたが、直前に励ましの言葉を掛けた担任教師に、瞳は「先生、あたしは、大会で賞をとるためにこの作文を書いたんじゃないんです。あたしには、みんなに伝えたいメッセージがあるから……あたしにテクニックは必要ない。直球勝負で行きます」と答えている（以下、一部抜粋）。
直美は瞳の弁論の最中、どこからともなくすすり泣きが聞こえ、ハンカチを目に当てている人もいた、と記している。結果、暗記をしていなかったにも拘わらず、瞳は3位をとることができ、終わった後には「あー、スッキリした」と満足した様子であったという。

### 死去
弁論大会から1ヶ月後の8月3日の定期検査の際、首と背中の痛みを訴え、検査により、癌の転移による胸椎圧迫骨折が起きていることが判明。多発性脊椎転移を含めて全身に癌が転移しており、治療をしても助かる見込みがないことを、直美は医師から告知されている。即日入院となったが、抗癌剤の使用はできず、放射線治療のみを行うこととなった。
次第に瞳は衰弱してベッドから起き上がることができなくなり、絵を描こうとしても手に力が入らず、鉛筆を握れない状態となった。8月20日に吐血してからは衰弱が一層進み、「ママ、お家に……、帰りたいなぁー」と洩らしたことから、直美は瞳を家へ連れ帰ることを決意した。医師に強く懇請して無理に許可を貰い、8月30日に退院。家族全員により、24時間体制で介護されることとなった。
9月11日に幻覚症状が現れ、市内の社会保険大牟田天領病院へと救急搬送されたが、呼吸不全を起こして意識不明となった。全身であらゆる合併症が起き、既にいつ亡くなってもおかしくない状態だったが、奇跡的に蘇生して意識を回復したのみならず、その後は病院で、自らリハビリまでを希望して行った。
2004年（平成16年）9月16日にも、医師から短いリハビリを受け、食欲も旺盛だったが、突然「私の体、ありがとう。骨肉腫、ありがとう。もう演技は終わったよ。これからは最高の健康体になるからね。この苦しみを知ったおかげで、たくさんの人の痛みが分かるようになれたから、世界中の人を救いに行けるあたしになれたよ」と呟き、繰り返し感謝の言葉を口にした。数時間後には意識が次第に薄れていき、午後9時52分に死去した（13歳没）。

## 死後
その後、瞳が弁論大会で発表した『命を見つめて』は、第54回「社会を明るくする運動」作文コンテストの福岡県審査で、最優秀賞を受賞し、2004年（平成16年）12月、全国審査でも優秀賞（日本更生保護女性連盟会長賞）に選出された。作文コンテストに作品を応募したことは、9月15日に見舞に来た担任教師が瞳に伝えており、瞳は「ヤッター、先生、ありがとうございます」と喜んでいた。
2005年（平成17年）1月11日、田隈中学校では3学期の始業式で優秀賞の授与式を執り行い、直美が瞳に代わって賞状を受け取り、感謝の言葉を全校生徒に伝えている。また1月16日には、以前から闘病中の瞳に歌を贈るなどしていた、嘉富徹と藤吉裕人の二人によるアマチュアデュオ「REAL'N TRUEZ」（リアルン トゥルーズ）が田隈中学校で、瞳を偲ぶコンサートを開催。生徒約120人の前で、闘病中の瞳が毎日聴いていたというオリジナル曲『祈りが勇気に変わるとき』など、3曲を演奏した。
同年には古賀道雄市長が『命を見つめて』を成人式で読み上げたほか、大阪書籍が、中学2年の道徳副読本『生きる力』（平成18年度版）に、『命を見つめて』を教材として採用することを決定した。また、8月27-28日に放送された、日本テレビ系列の番組『24時間テレビ 愛は地球を救う28』でも取り上げられた。
書籍としては4月、『命を見つめて』を収録した『瞳スーパーデラックス』が西日本新聞社より刊行された。9月には、暮林せなが瞳の闘病生活を描いた漫画『命を見つめて 骨肉腫の少女が母とともに生ききった1年9カ月の軌跡』が、竹書房より刊行され、12月には綾野まさるによる児童書『いのちの作文』がハート出版より刊行された。
2006年（平成18年）には福岡放送（FBS）により、『瞳スーパーデラックス』が『24時間テレビ 愛は地球を救う29』のプレ番組としてドラマ化され、8月26日午後4時半から放送された。このドラマは瞳本人の映像を交えながら家族との絆を描いたもので、瞳役を大驛阿須実、直美役を24年前に弟を骨肉腫で亡くした田中好子が演じた。8月10日に大牟田文化会館で行われた、弁論大会を再現した場面のロケでは、同級生らもエキストラとして参加している。
2019年（令和元年）には没後15年を期して、大牟田市の広報誌『広報おおむた』8月1日号に、6ページに渡る瞳の特集記事が掲載された。特集を企画した広報課の岩田真吾は、市のホームページに掲載が続けられている『命を見つめて』に関し、現在も教材に使いたいとして、全国の学校や出版社から年に2、3件の問い合わせがあることから、構想を温め続けていたとしている。直美も『西日本新聞』の取材に対し、広報誌の刊行後、大牟田の友人や知人から相次いで連絡を貰ったとして感謝の言葉を述べ、「瞳が亡くなってから、弁論大会の作文を世界中に広めることを目標として生きてきました。（中略）作文は、瞳自身のことではなく、苦しんでいる多くの人たちに向けたものです。一人でも多くの人が命を大切にする社会のために、私はこれからも命懸けで作文を広めていきます」と述べている。

## 瞳を取り上げた番組
- FM福岡『ヒューマンストリート』2005年7月3日（14:55-15:00）「命を見つめて」[59]
- 日本テレビ『24時間テレビ 愛は地球を救う28』2005年8月27-28日（27日18:30-28日20:54）[4]
- テレビ東京『生きるを伝える』2009年4月25日（20:54-）「命の尊さを訴え生き抜いた「猿渡瞳さん」」[60]

## 人物
小中学校で友人だった河森祥子によれば、いつも元気で明るい性格だった。学校でも病気の話はあまりしなかったため、河森は弁論大会の作文によって、初めて瞳の苦労を知り驚かされたという。中学2年の際の担任であった川口純も、病気であることを感じさせない姿であったため、自身も普通に接するように心がけていたとし、死去の前日にも「先生、運動会までには治るから」と、生きる意志を失っていなかったことを証言している。
ダンスボーカルユニットのw-inds.が大好きで、2003年（平成15年）8月12日に開催されたコンサートへは、右脚の手術を頑張ったご褒美として瞳を連れて行く約束をしていたため、直美が医師へ強く懇請して許可を貰い、連れて行っている。また好きな曲は、一青窈の『ハナミズキ』で、瞳の死後（2004年9月28日）に開催された体育祭で、クラスの生徒たちによってこの曲の合唱が行われている。